# Петнистогърд амарант
Петнистогърд амарант (Lagonosticta rufopicta) е вид птица от семейство Estrildidae.

## Разпространение
Видът е разпространен в Бенин, Буркина Фасо, Гамбия, Гана, Гвинея, Гвинея-Бисау, Етиопия, Камерун, Демократична република Конго, Кот д'Ивоар, Кения, Либерия, Мали, Нигерия, Сенегал, Сиера Леоне, Судан, Того, Уганда, Централноафриканската република, Чад и Южен Судан.